# Midsund
Midsund är en tätort i Molde kommun i Møre og Romsdal fylke i västra Norge. Orten ligger vid fylkesväg 668 på ön Otrøya och har tidigare utgjort centralort i de dåvarande kommunerna Sør-Aukra respektive Midsund.